# Southern gospel
Pour les articles homonymes, voir Gospel (homonymie).
Sous-genres
Bluegrass, Country Gospel
Le Southern gospel est un genre de musique chrétienne né dans le sud-est des États-Unis à la fin du XIXe siècle. Initialement les groupes de southern gospel étaient composés de quartettes chantant des hymnes et cantiques d'église, mais le style a évolué au cours du XXe siècle, les formations s'affranchissant de ce modèle traditionnel. Comme tout genre musical chrétien, les paroles des chansons sont inspirées de la Bible et de la vie chrétienne.

## Popularité
Le genre a gagné en popularité aux États-Unis au cours du XXe siècle, bénéficiant de la volonté de certains artistes, comme Bill Gaither, de développer l'industrie musicale chrétienne (diffusion, visibilité). Cette reconnaissance reste toutefois limitée compte tenu du fait que le genre reste peu connu en dehors des États-Unis. Parmi les artistes du genres figurent Bill Gaither, Gaither Vocal Band et David Phelps.